# Katharina Naschenweng
Katharina Naschenweng (Àustria, 16 de desembre de 1997) és una futbolista austríaca que juga com a defensa al Hoffenheim 1899 a la Frauen Bundesliga.
Naschenweng va formar part de la selecció austríaca sub-17 que va competir al Campionat femení sub-17 de la UEFA de 2014 a Anglaterra. També va formar part de la selecció austríaca sub-19 que va representar Àustria al Campionat femení sub-19 de la UEFA de 2016 a Eslovàquia. El 2017, Naschenweng va formar part de la selecció de 23 dones que va representar Àustria i va arribar a les semifinals de l'Eurocopa Femenina de la UEFA.